# Sabri Louatah
Œuvres principales
- Les Sauvages

Compléments
- Les Sauvages (TV), mini-série sur CanalPlus

Sabri Louatah est un écrivain et scénariste français né à Saint-Étienne, le 25 septembre 1983 dans une famille originaire de Béjaïa (Algérie).

## Biographie
Anglophone, nourri à la fois de séries télévisées et de littérature, en particulier américaine, Sabri Louatah se fait connaître par la parution d'un thriller politique, Les Sauvages, composée de quatre tomes et mettant en scène une famille kabyle, les Nerrouche, au cours d'une élection présidentielle qui voit la victoire d'Idder Chaouch, le premier président français d'origine algérienne.
Les Sauvages a été traduit dans plusieurs langues.
Sabri Louatah a également adapté sa saga pour la télévision, avec la réalisatrice Rebecca Zlotowski. Ils ont écrit ensemble les six épisodes de la mini-série Les Sauvages, diffusée sur Canal+ en septembre 2019.

Sur France Culture, il présente ainsi son travail d'écrivain : 

« Mon but en tant que romancier, c'est de nous accoutumer aux ténèbres. De donner une physionomie aux cauchemars qui nous hantent. »

Après les attentats de 2015, il s'est installé à Philadelphie aux États-Unis.

## Œuvres
- Les Sauvages, Paris, éditions Flammarion-Versilio
  - Tome 1, 2012, 307 p.  (ISBN 978-2-08-127448-8)[4],[1]
  - Tome 2, 2012, 477 p.  (ISBN 978-2-08-128295-7)[5],[6],[7]
  - Tome 3, 2013, 592 p.  (ISBN 978-2-08-129248-2)[8]
  - Tome 4, 2014, 300 p.  (ISBN 978-2-08-129249-9)
- 404, Paris, éditions Flammarion-Versilio, 2020, 368 p.  (ISBN 978-2-08-151031-9)
- Safari, Paris, éditions Flammarion-Versilio, 2025, 240 p.  (ISBN 978-2-08-046825-3)

### Radio
- « Intégration / Désintégration : Sabri Louatah et Didier Daeninckx sont les invités des Matins », sur France Culture, 7 février 2020